# Lithophane thaxteri
Lithophane thaxteri är en fjärilsart som beskrevs av Augustus Radcliffe Grote 1874. Lithophane thaxteri ingår i släktet Lithophane och familjen nattflyn. Inga underarter finns listade i Catalogue of Life.

## Bildgalleri

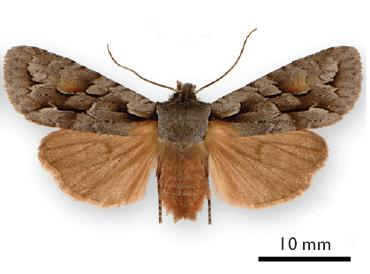